# Centrální hřbitov na Chodovci
Centrální hřbitov na Chodovci je zaniklý hřbitov, který se nacházel v městské části Praha 11 v ulici Türkova. Podle urbanistických plánů z počátku 20. století měl být jedním z centrálních pražských hřbitovů; nebyl dostavěn a jako hřbitov nikdy nesloužil. Z celého areálu se částečně dochovala pouze vstupní brána. Nedaleko funguje Chodovský hřbitov, s kterým nelze nedostavěný hřbitov na Chodovci zaměňovat.

## Historie
Roku 1922 navrhla Státní regulační komise vybudovat tři velké hřbitovy na obvodu Prahy. Podle plánu měly nahradit dosavadní vnitropražské hřbitovy a odlehčit centrálním Olšanským hřbitovům – na pravém břehu Vltavy pro severovýchodní část Prahy byl již v letech 1912–1914 postaven hřbitov v Ďáblicích, pro jihovýchodní část Prahy byl naplánován hřbitov na Chodovci a na levém břehu Vltavy hřbitov v Ruzyni na Dlouhé míli. V červenci 1925 určil Městský úřad regulační v souhlasu se stanoviskem Státní regulační komise jejich umístění a rozlohu, která měla dosáhnout 560 000 m². Na Chodovci byl plánován hřbitov o celkové rozloze 59 hektarů.
14. února 1930 schválila městská rada program veřejné soutěže a navrhla porotu pro posuzování projektů. O dva roky později, 15. dubna 1932, bylo vypracování definitivního projektu svěřeno arch. Bohumilu Hübschmannovi (nejlépe řešená dispozice dopravně regulační) a Josefu Chocholovi (nejlépe řešené vnitřní uspořádání), kteří v soutěži získali každý se svým projektem druhou cenu, protože první cena udělena nebyla.
Celková dispozice hřbitova byla plánována jako osová s pravidelnými pravoúhlými odděleními. Administrativní budova po pravé straně měla být obklopená kolonádou směřující k obřadní budově s vysokou zvonicí. Z centrálního prostranství byla navržena hlavní komunikace, kterou mělo lemovat dvojité lipové stromořadí s hrobkami 180 vynikajících mužů a žen.
Výstavba však nebyla pro odpor obce Chodova zahájena, až 6. září 1937 zemský úřad zamítl odvolání obce a stavbu povolil. Stavební práce započaly roku 1938 provedením částečné kanalizace, zpevněním komunikace, zavedením vodovodního řadu a výstavbou ohradní zdi se vstupní bránou na západní straně ve směru k silnici.
Při pracích se narazilo na spodní vodu a stavba byla zastavena. Areál později využívala armáda jako příležitostné cvičiště. Po skončení 2. světové války sem údajně byly v létě 1945 svezeny trosky Staroměstské radnice, zničené při pražském povstání v květnu téhož roku.